# سياران بوركي
سياران بوركي (بالإنجليزية: Ciarán Bourke) هو مغني وعازف قيثارة أيرلندي، ولد في 18 فبراير 1935 في دبلن في جمهورية أيرلندا، وتوفي بنفس المكان في 10 مايو 1988.

## وصلات خارجية
- سياران بوركي على موقع IMDb (الإنجليزية)
- سياران بوركي على موقع ميوزك برينز (الإنجليزية)
- سياران بوركي على موقع ديسكوغز (الإنجليزية)